# Tonny van der Linden
Anthonie „Tonny” van der Linden (ur. 29 listopada 1932 w Zuilen, zm. 23 czerwca 2017) – holenderski piłkarz grający na pozycji napastnika. W swojej karierze rozegrał 24 mecze i strzelił 17 goli w reprezentacji Holandii.

## Kariera klubowa
Całą swoją karierę piłkarską van der Linden spędził w klubie DOS Utrecht. Zadebiutował w nim w sezonie 1950/1951 w mistrzostwach Holandii. Swój największy sukces z zespołem DOS osiągnął w sezonie 1957/1958, gdy wywalczył z nim jedyny w historii klubu tytuł mistrza Holandii. Swoją karierę piłkarską zakończył po sezonie 1962/1963 w wieku niespełna 31 lat.
| Sezon   | Klub        | Kraj     | Rozgrywki          | Mecze | Bramki |
| ------- | ----------- | -------- | ------------------ | ----- | ------ |
| 1950/51 | DOS Utrecht | Holandia | Landskampioenschap | ?     | ?      |
| 1951/52 | DOS Utrecht | Holandia | Landskampioenschap | ?     | ?      |
| 1952/53 | DOS Utrecht | Holandia | Landskampioenschap | ?     | ?      |
| 1953/54 | DOS Utrecht | Holandia | Landskampioenschap | ?     | ?      |
| 1954/55 | DOS Utrecht | Holandia | Landskampioenschap | ?     | ?      |
| 1955/56 | DOS Utrecht | Holandia | Landskampioenschap | ?     | ?      |
| 1956/57 | DOS Utrecht | Holandia | Eredivisie         | 34    | 28     |
| 1957/58 | DOS Utrecht | Holandia | Eredivisie         | 33    | 16     |
| 1958/59 | DOS Utrecht | Holandia | Eredivisie         | 32    | 12     |
| 1959/60 | DOS Utrecht | Holandia | Eredivisie         | 32    | 18     |
| 1960/61 | DOS Utrecht | Holandia | Eredivisie         | 30    | 20     |
| 1961/62 | DOS Utrecht | Holandia | Eredivisie         | 34    | 17     |
| 1962/63 | DOS Utrecht | Holandia | Eredivisie         | 23    | 7      |
| 1963/64 | DOS Utrecht | Holandia | Eredivisie         | 30    | 24     |
| 1964/65 | DOS Utrecht | Holandia | Eredivisie         | 30    | 14     |
| 1965/66 | DOS Utrecht | Holandia | Eredivisie         | 28    | 13     |

## Kariera reprezentacyjna
W reprezentacji Holandii van der Linden zadebiutował 30 stycznia 1957 roku w przegranym 1:5 towarzyskim meczu z Hiszpanią, rozegranym w Madrycie. W swojej karierze grał m.in. w eliminacjach do MŚ 1962 i do Euro 64. Od 1957 do 1963 roku rozegrał w kadrze narodowej 24 mecze i strzelił w nich 17 goli.
| Mecze i gole w reprezentacji | Mecze i gole w reprezentacji | Mecze i gole w reprezentacji | Mecze i gole w reprezentacji | Mecze i gole w reprezentacji | Mecze i gole w reprezentacji | Mecze i gole w reprezentacji |
| #                            | Data                         | Stadion                      | Rywal                        | Wynik                        | Gol                          | Rozgrywki                    |
| 1957                         | 1957                         | 1957                         | 1957                         | 1957                         | 1957                         | 1957                         |
| ---------------------------- | ---------------------------- | ---------------------------- | ---------------------------- | ---------------------------- | ---------------------------- | ---------------------------- |
| 1.                           | 30.01.1957                   | Madryt, Hiszpania            | Hiszpania                    | 1:5                          | 0                            | towarzyski                   |
| 1958                         |                              |                              |                              |                              |                              |                              |
| 2.                           | 28.09.1958                   | Antwerpia, Belgia            | Belgia                       | 3:2                          | 1                            | towarzyski                   |
| 3.                           | 15.10.1958                   | Rotterdam, Holandia          | Dania                        | 5:1                          | 1                            | towarzyski                   |
| 4.                           | 02.11.1958                   | Rotterdam, Holandia          | Szwajcaria                   | 2:0                          | 0                            | towarzyski                   |
| 1959                         |                              |                              |                              |                              |                              |                              |
| 5.                           | 19.04.1959                   | Amsterdam, Holandia          | Belgia                       | 2:2                          | 1                            | towarzyski                   |
| 6.                           | 10.05.1959                   | Stambuł, Turcja              | Turcja                       | 0:0                          | 0                            | towarzyski                   |
| 7.                           | 04.10.1959                   | Rotterdam, Holandia          | Belgia                       | 9:1                          | 1                            | towarzyski                   |
| 8.                           | 21.10.1959                   | Kolonia, RFN                 | RFN                          | 0:7                          | 0                            | towarzyski                   |
| 9.                           | 04.11.1959                   | Rotterdam, Holandia          | Norwegia                     | 7:1                          | 3                            | towarzyski                   |
| 1960                         |                              |                              |                              |                              |                              |                              |
| 10.                          | 03.04.1960                   | Amsterdam, Holandia          | Bułgaria                     | 4:2                          | 3                            | towarzyski                   |
| 11.                          | 24.04.1960                   | Antwerpia, Belgia            | Belgia                       | 1:2                          | 0                            | towarzyski                   |
| 12.                          | 18.05.1960                   | Zurych, Szwajcaria           | Szwajcaria                   | 1:3                          | 0                            | towarzyski                   |
| 13.                          | 26.06.1960                   | Meksyk, Meksyk               | Meksyk                       | 1:3                          | 0                            | towarzyski                   |
| 14.                          | 03.07.1960                   | Paramaribo, Surinam          | Surinam                      | 4:3                          | 0                            | towarzyski                   |
| 1961                         |                              |                              |                              |                              |                              |                              |
| 15.                          | 22.10.1961                   | Budapeszt, Węgry             | Węgry                        | 3:3                          | 2                            | el. MŚ 1962                  |
| 16.                          | 12.11.1961                   | Amsterdam, Holandia          | Belgia                       | 0:4                          | 0                            | towarzyski                   |
| 1962                         |                              |                              |                              |                              |                              |                              |
| 17.                          | 01.04.1962                   | Antwerpia, Belgia            | Belgia                       | 1:3                          | 1                            | towarzyski                   |
| 18.                          | 09.05.1962                   | Amsterdam, Holandia          | Irlandia Północna            | 4:0                          | 2                            | towarzyski                   |
| 19.                          | 16.05.1962                   | Oslo, Norwegia               | Norwegia                     | 1:2                          | 1                            | towarzyski                   |
| 20.                          | 26.09.1962                   | Kopenhaga, Dania             | Dania                        | 1:4                          | 0                            | towarzyski                   |
| 21.                          | 11.11.1962                   | Amsterdam, Holandia          | Szwajcaria                   | 3:1                          | 1                            | el. ME 1964                  |
| 1963                         |                              |                              |                              |                              |                              |                              |
| 22.                          | 03.03.1963                   | Rotterdam, Holandia          | Belgia                       | 0:1                          | 0                            | towarzyski                   |
| 23.                          | 02.05.1963                   | Amsterdam, Holandia          | Brazylia                     | 1:0                          | 0                            | towarzyski                   |
| 24.                          | 11.09.1963                   | Amsterdam, Holandia          | Luksemburg                   | 1:1                          | 0                            | el. ME 1964                  |